# غيد (اسم)
غيد هو اسم علم مذكر ومؤنث من أصل عربي، ومعناه هو النعومة ولطف الحركة، من الفعل غيد الغلام غيدًا لانت أعطافه.

## شخصيات تحمل الاسم
- غيد براينت (سياسي ليبيري، 17 يناير 1949 – 16 أبريل 2014)

## وصلات خارجية
- موسوعة السلطان قابوس لأسماء العرب نسخة محفوظة 5 أبريل 2019 على موقع واي باك مشين.